# Petrusapokalypsen
Petrusapokalypsen är namnet på två olika Nytestamentliga apokryfer, som råkar ha samma boktitel. De är dock inte tillkomna i samma miljö, inte skrivna på samma språk, och innehåller inte samma sorts teologi.

## Den grekiska Petrusapokalypsen

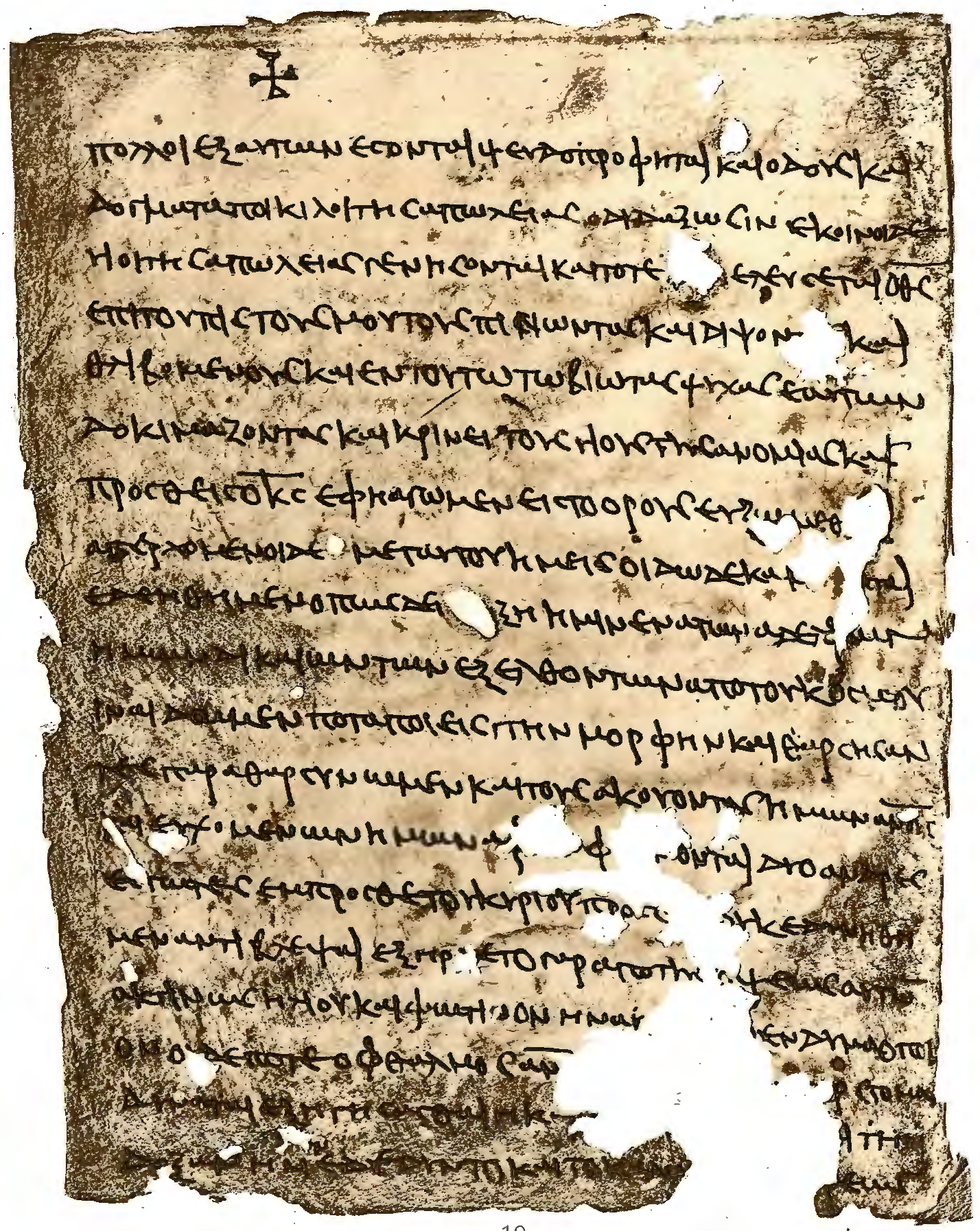
Petrusapokalypsen, Akhmim fragment

Den grekiska Petrusapokalypsen författades på 100-talet e.Kr. i en proto-ortodox miljö, och åtnjöt viss popularitet, bl.a. i Egypten innan Athanasius författade sitt påskbrev år 367 e.Kr. Den fortsatte att läsas i ortodoxa miljöer även efter denna tid, men nu inte som en bibelbok, utan med ungefär samma slags skriftstatus som helgonlegender.

## Den koptiska Petrusapokalypsen

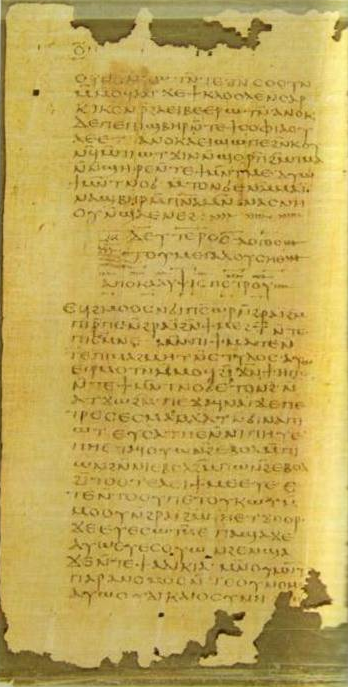
Gnostiska Petrusapokalypsen

Den Koptiska Petrusapokalypsen är utpräglat gnostisk, skrevs omkring 300 e.Kr. och förnekar Jesu kroppsliga lidande. Den återfanns år 1945 i Nag Hammadi norr om Luxor i Egypten.